# Championnats panarabes d'athlétisme 2005
Navigation
Édition précédente Édition suivante
Les championnats panarabes d'athlétisme 2005 ont lieu à Radès en Tunisie.  Ils enregistrent la participation de quatorze pays arabes représentés par 175 athlètes chez les hommes et 60 athlètes chez les dames. Ils voient quinze records battus et une concurrence serrée avoir lieu entre l’Arabie saoudite  (cinq titres) et la Tunisie, Bahreïn et le Qatar (quatre titres)  chez les hommes, alors que chez les dames, le Soudan rafle huit titres grâce à son trio composé de Muna Jabir Adam, Yamilé Aldama et Nawal El Jack, devançant Bahreïn et la Tunisie (cinq titres). Cette dernière remporte les championnats.

## Résultats

### Hommes
| Event                 | Or                                    | Or              | Argent                                 | Argent          | Bronze                                    | Bronze         |
| --------------------- | ------------------------------------- | --------------- | -------------------------------------- | --------------- | ----------------------------------------- | -------------- |
| 100 mètres            | Yahya Saad El-Qahs Arabie saoudite    | 10 s 28         | Mohamed Farhan Bahreïn                 | 10 s 46         | Saad Faraj El-Shahawani Qatar             | 10 s 56        |
| 200 mètres            | Hamed Hamdan al-Bishi Arabie saoudite | 20 s 96         | Salem Eïd Suleiman Qatar               | 21 s 23         | Khalid Yusuf El-Obeidly Qatar             | 21 s 33        |
| 400 mètres            | Nagmeldin Ali Abubakr Soudan          | 45 s 66         | Mohamed Obaïd Al-Salhi Arabie saoudite | 45 s 94         | Ridha Ghali Tunisie                       | 46 s 98        |
| 800 mètres            | Yusuf Saad Kamel Bahreïn              | 1 min 47 s 36   | Sallem Amer El-Badry Qatar             | 1 min 48 s 38   | Abubaker Kaki Soudan                      | 1 min 48 s 43  |
| 1 500 mètres          | Belal Mansoor Ali Bahreïn             | 3 min 38 s 85   | Abdalla Abdelgadir Soudan              | 3 min 41 s 74   | Abubaker Ali Kamal Qatar                  | 3 min 42 s 54  |
| 5 000 mètres          | Issa Ismaïl Qatar                     | 13 min 53 s 15  | Aadam Ismaeel Khamis Bahreïn           | 13 min 53 s 20  | Isaac Issa Bahreïn                        | 14 min 25 s 41 |
| 10 000 mètres         | Issa Ismaïl Qatar                     | 28 min 36 s 39  | Khalid Kamel Khalid Bahreïn            | 28 min 36 s 88  | Shahine Mahjoob Bahreïn                   | 30 min 29 s 15 |
| Semi-marathon         | Khalid Kamel Khalid Bahreïn           | 1 h 4 min 18 s  | Abel Yakut Juhar Bahreïn               | 1 h 4 min 19 s  | Mohamed Abdelhamid Qatar                  | 1 h 4 min 41 s |
| 3 000 mètres steeple  | Tareq Mubarak Taher Bahreïn           | 8 min 40 s 16   | Mustapha Ahmed Shibtu Qatar            | 8 min 41 s 54   | Merzouk Ould Bouchiba Algérie             | 8 min 47 s 78  |
| 110 mètres haies      | Hamdi Mhirsi Tunisie                  | 13 s 82         | Aymen Ben Ahmed Tunisie                | 13 s 86         | Mubarak Ata Mubarak Arabie saoudite       | 13 s 96        |
| 400 mètres haies      | Kamel Tabbal Tunisie                  | 50 s 84         | Titi Laâroussi Tunisie                 | 51 s 21         | Bandar Yahya Al-Sharahily Arabie saoudite | 52 s 12        |
| Saut en hauteur       | Omar Musa Al-Masrahy Arabie saoudite  | 2,18 m          | Salem Nasser Bekheet Bahreïn           | 2,16 m          | Karim Samir Lotfy Égypte                  | 2,14 m         |
| Saut à la perche      | Béchir Zaghouani Tunisie              | 5,00 m          | Fahd Badr El-Mershad Koweït            | 4,90 m          | Abderrahmane Tamada Tunisie               | 4,80 m         |
| Saut en longueur      | Issam Nima Algérie                    | 8,09 m          | Ahmed Marzouk Arabie saoudite          | 8,08 m          | Saleh Haddad Koweït                       | 8,02 m         |
| Triple saut           | Ibrahim Babaker Mahamadein Qatar      | 16,59 m         | Salem Mesaed El-Ahmadi Arabie saoudite | 16,28 m         | Mohamed Abdo Mejrashi Arabie saoudite     | 16,27 m        |
| Lancer du poids       | Khalid Habash Essiwidi Qatar          | 19,70 m         | Yasser Farag Égypte                    | 18,06 m         | Ahmed Ghalloum Koweït                     | 17,77 m        |
| Lancer du disque      | Omar Ahmed el-Ghazaly Égypte          | 60,87 m         | Sultan Mubarak Eddawdi Arabie saoudite | 56,00 m         | Yasser Farag Égypte                       | 55,20 m        |
| Lancer du marteau     | Ali Mohamed al-Zinkawi Koweït         | 76,10 m         | Saber Souid Tunisie                    | 71,01 m         | Ahmed Abderrauf Égypte                    | 69,07 m        |
| Lancer du javelot     | Waleed Abderrazak Mohamed Égypte      | 74,18 m         | Wissem Shallal Mohamed Irak            | 68,06 m         | Fakhri Zouaoui Tunisie                    | 67,84 m        |
| Décathlon             | Boualam El Amri Algérie               | 6832 pts        | Ahmed Mohamed Saad Égypte              | 5592 pts        | Khalifa Abdallah Bahreïn                  | 3805 pts       |
| 20 km marche          | Hassanine Sebei Tunisie               | 1 h 28 min 18 s | Mabrook Saleh Qatar                    | 1 h 38 min 40 s | Hecham Mejbar Algérie                     | 1 h 39 min 5 s |
| Relais 4 × 100 mètres | Arabie saoudite                       | 39 s 88         | Qatar                                  | 40 s 13         | Oman                                      | 40 s 60        |
| Relais 4 × 400 mètres | Arabie saoudite                       | 3 min 5 s 77    | Soudan                                 | 3 min 7 s 76    | Tunisie                                   | 3 min 12 s 34  |

### Dames
| Event                 | Or                         | Or             | Argent                         | Argent         | Bronze                         | Bronze         |
| --------------------- | -------------------------- | -------------- | ------------------------------ | -------------- | ------------------------------ | -------------- |
| 100 mètres            | Awatef Hamrouni Tunisie    | 11 s 90        | Faten Abdennaby Bahreïn        | 12 s 03        | Monira Essaleh Syrie           | 12 s 06        |
| 200 mètres            | Nawal El Jack Soudan       | 23 s 97        | Monira Essaleh Syrie           | 24 s 55        | Faten Abdennaby Bahreïn        | 25 s 34        |
| 400 mètres            | Nawal El Jack Soudan       | 53 s 43        | Monira Essaleh Syrie           | 56 s 34        | Fayza Omar Soudan              | 57 s 54        |
| 800 mètres            | Maryam Yusuf Jamal Bahreïn | 2 min 9 s 73   | Amna Bakheet Soudan            | 2 min 11 s 37  | Iman El Jallad Syrie           | 2 min 15 s 50  |
| 1 500 mètres          | Maryam Yusuf Jamal Bahreïn | 4 min 10 s 31  | Safa Aissaoui Tunisie          | 4 min 16 s 25  | Hend Musa Soudan               | 4 min 21 s 17  |
| 5 000 mètres          | Maryam Yusuf Jamal Bahreïn | 16 min 53 s 25 | Safa Aissaoui Tunisie          | 16 min 56 s 15 | Karima Saleh Jasem Bahreïn     | 17 min 00 s 04 |
| 10 000 mètres         | Karima Saleh Jasem Bahreïn | 34 min 45 s 47 | Habiba Ghribi Tunisie          | 35 min 5 s 83  | Mashaer Ali Soudan             | 35 min 11 s 18 |
| Semi-marathon         | Karima Saleh Jasem Bahreïn | 1h 19 min 30 s | Nadia Ejjafini Bahreïn         | 1 h 24 min 3 s | Hanaa Said Hamed Égypte        | 1h 43 min 54 s |
| 100 mètres haies      | Naïma Bentahar Algérie     | 14 s 27        | Fadwa Al-Boudha Syrie          | 14 s 38        | Sabra Dhaouadi Tunisie         | 14 s 67        |
| 400 mètres haies      | Muna Jabir Adam Soudan     | 57 s 88        | Nawal El Jack Soudan           | 58 s 92        | Houria Moussa Algérie          | 60 s 93        |
| Saut en hauteur       | Yamilé Aldama Soudan       | 1,81 m         | Karima Othmani Tunisie         | 1,75 m         | Sabra Ben Saïd Tunisie         | 1,70 m         |
| Saut à la perche      | Syrine Balti Tunisie       | 3,80 m         | Nadia Belkhir Tunisie          | 3,60 m         | Nesrine Mardaly Syrie          | 2,30 m         |
| Saut en longueur      | Yamilé Aldama Soudan       | 6,19 m         | Awatef Hamrouni Tunisie        | 5,99 m         | Najoua Methlouthi Tunisie      | 5,65 m         |
| Triple saut           | Yamilé Aldama Soudan       | 14,05 m        | Najoua Methlouthi Tunisie      | 12,68 m        | Chiraz Kamilia Sahnoun Algérie | 12,59 m        |
| Lancer du poids       | Amel Ben Khaled Tunisie    | 15,36 m        | Wafaa Ismail Baghdadi Égypte   | 14,75 m        | Ghada Ghezal Tunisie           | 12,69 m        |
| Lancer du disque      | Monia Kari Tunisie         | 54,61 m        | Kalthoum Saadaoui Tunisie      | 35,91 m        | Marwa Ahmed Hessine Égypte     | 33,45 m        |
| Lancer du marteau     | Marwa Ahmed Hessine Égypte | 62,52 m        | Iman Mohamed Abdelkarim Égypte | 53,19 m        | Khadija Jallouz Jordanie       | 50,81 m        |
| Lancer du javelot     | Hanaa Ramadhan Omar Égypte | 52,00 m        | Imen Chatbri Tunisie           | 46,77 m        | Saloua Dhouibi Tunisie         | 40,38 m        |
| Heptathlon            | Muna Jabir Adam Soudan     | 4977 pts       | Fadwa Al-Boudha Syrie          | 4550 pts       | Aïda Chaâban Jordanie          | 4516 pts       |
| 10 km marche          | Ghania Amzal Algérie       | 49 min 33 s    | Rahma Mahmoudi Tunisie         | 50 min 10 s    | Bahia Boussad Algérie          | 52 min 04 s    |
| Relais 4 × 100 mètres | Tunisie                    | 47 s 36        | Syrie                          | 48 s 35        |                                |                |
| Relais 4 × 400 mètres | Soudan                     | 3 min 41 s 43  | Syrie                          | 3 min 49 s 75  | Tunisie                        | 3 min 49 s 76  |

## Tableau des médailles

### Classement général
| Rang | Nation              | Or | Argent | Bronze | Total |
| ---- | ------------------- | -- | ------ | ------ | ----- |
| 1    | Tunisie             | 9  | 13     | 12     | 34    |
| 2    | Bahreïn             | 9  | 7      | 5      | 21    |
| 3    | Soudan              | 8  | 4      | 4      | 16    |
| 4    | Égypte              | 5  | 5      | 5      | 15    |
| 5    | Arabie saoudite     | 5  | 4      | 3      | 12    |
| 6    | Qatar               | 4  | 4      | 4      | 12    |
| 7    | Algérie             | 4  | 0      | 5      | 9     |
| 8    | Koweït              | 1  | 1      | 2      | 4     |
| 9    | Syrie               | 0  | 6      | 3      | 9     |
| 10   | Irak                | 0  | 1      | 0      | 1     |
| 11   | Oman                | 0  | 0      | 1      | 1     |
| 12   | Libye               | 0  | 0      | 0      | 0     |
| 12   | Émirats arabes unis | 0  | 0      | 0      | 0     |
| 12   | Palestine           | 0  | 0      | 0      | 0     |
| -    | Total               | 45 | 45     | 44     | 134   |

### Hommes
| Rang | Nation          | Or | Argent | Bronze | Total |
| ---- | --------------- | -- | ------ | ------ | ----- |
| 1    | Arabie saoudite | 5  | 4      | 3      | 12    |
| 2    | Bahreïn         | 4  | 5      | 3      | 12    |
| 3    | Qatar           | 4  | 4      | 4      | 12    |
| 4    | Tunisie         | 4  | 3      | 4      | 11    |
| 5    | Égypte          | 2  | 3      | 3      | 8     |
| 6    | Algérie         | 2  | 0      | 2      | 4     |
| 7    | Soudan          | 1  | 2      | 1      | 4     |
| 8    | Koweït          | 1  | 1      | 2      | 4     |
| 9    | Irak            | 0  | 1      | 0      | 1     |
| 10   | Oman            | 0  | 0      | 1      | 1     |
| -    | Total           | 23 | 23     | 23     | 69    |

### Dames
| Rang | Nation  | Or | Argent | Bronze | Total |
| ---- | ------- | -- | ------ | ------ | ----- |
| 1    | Soudan  | 8  | 2      | 3      | 13    |
| 2    | Tunisie | 5  | 10     | 8      | 23    |
| 3    | Bahreïn | 5  | 2      | 2      | 9     |
| 4    | Égypte  | 2  | 2      | 2      | 6     |
| 5    | Algérie | 2  | 0      | 3      | 5     |
| 6    | Syrie   | 0  | 6      | 3      | 9     |
| -    | Total   | 22 | 22     | 21     | 65    |

## Sources
- Revue Al Batal Al Arabi, n°61[réf. incomplète]
- (ar) « Union arabe d'athlétisme », sur arabathletics.org (consulté le 5 janvier 2021).